# Gargantilha

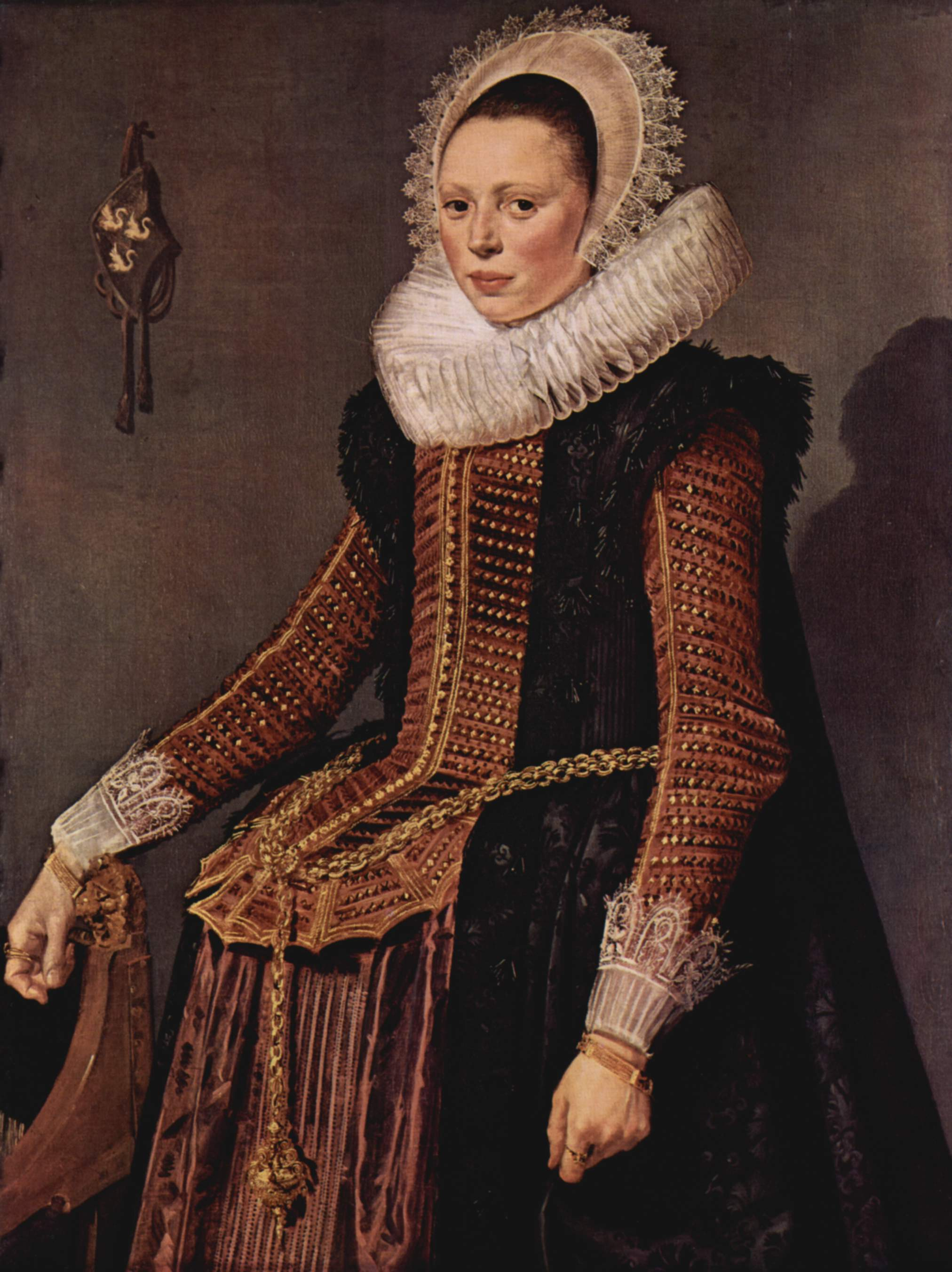
Senhora usando uma gargantilha, por Frans Hals.

Gargantilha (do castelhano gargantilla) é um colar justo que serve de ornamento para o pescoço. Também pode ser uma gola ou colarinho branco largo e armado, pregueado ou plissado, que antigamente se usava como adorno.